# Amberana elongata
Amberana elongata is een halfvleugelig insect uit de familie schuimcicaden (Cercopidae). De wetenschappelijke naam van deze soort werd voor het eerst geldig gepubliceerd in 1908 door William Lucas Distant.